# 即墨区
即墨区（そくぼく-く）は、中華人民共和国山東省青島市に位置する市轄区。

## 歴史
春秋時代には斉の支配下にあった。
戦国時代の紀元前284年、燕の将軍楽毅は5カ国連合軍を率いて斉を攻めた。国都の臨淄をはじめ70余城が陥落し、斉は滅亡寸前まで追い詰められたが、即墨（現在の平度市）と莒だけが斉に側に残って頑強に抵抗した。やがてこの地で抵抗していた名将田単の活躍により、斉は国土を回復することに成功する。
秦代により即墨県は設置されたが、前漢により皋虞県・壮武県は設置された。後漢により皋虞県は廃止されたが、南朝宋により壮武県は廃止された。北斉の天保7年（556年）に即墨県は一時廃止となるが、隋代の開皇16年（596年）に即墨県（現在の即墨区）は再設置され、さらに1989年に県級市に、2017年に市轄区に改編され現在に至る。

## 行政区画
下部に11街道、4鎮を管轄する。
- 街道
  - 環秀街道、潮海街道、通済街道、北安街道、竜山街道、竜泉街道、鰲山衛街道、温泉街道、藍村街道、霊山街道、大信街道
- 鎮
  - 段泊嵐鎮、移風店鎮、田横鎮、金口鎮